# Asteroschema flosculus
Asteroschema flosculus är en ormstjärneart som beskrevs av Alcock 1893. Asteroschema flosculus ingår i släktet Asteroschema och familjen Asteroschematidae. Inga underarter finns listade i Catalogue of Life.